# Этьен I (граф Труа)
Этьен (Стефан) I де Труа (фр. Étienne Ier de Troyes, фр. Étienne Ier de Vermandois; ум. около 1020/1021) — граф Труа, Мо, Омуа и Витри с 995. Сын Герберта II де Вермандуа, графа Труа, Мо и Омуа.
Представитель династии Гербертинов (Каролингов).
Был женат на некой Аделаиде, но их брак остался бездетным.
Умер после 1 июня 1019, до 9 июня 1021 года.
Ему наследовал Эд II де Блуа. Почему именно он, не совсем понятно, так как его родство с Этьеном I было достаточно дальним. Получить эти владения от короля Эд II де Блуа не мог, так как они были врагами. Возможно, его в качестве наследника указал в завещании Этьен I де Труа.